# آمریکا دورادا
امریکا دورادا (به پرتغالی: América Dourada) یک سکونتگاه مسکونی در برزیل است که در باهیا واقع شده‌است.

## خصوصیات
امریکا دورادا ۱۲۱ متر بالاتر از سطح دریا واقع شده‌است.